# Averroes
Averroes (latinización del nombre árabe أبو الوليد محمد بن أحمد بن محمد بن رشد ʾAbū al-WalīdʾMuhammad ibn Aḥmad ibn Muḥammad ibn Rušd; Córdoba, Al-Ándalus, Imperio almorávide, 14 de abril de 1126–Marrakech, Imperio almohade, 11 de diciembre de 1198) fue un filósofo, médico y polímata andalusí musulmán, maestro de filosofía y leyes islámicas, matemáticas, astronomía y medicina.
Averroes provino de una familia de estudiosos de derecho. Su abuelo fue cadí principal de Córdoba bajo el régimen de los almorávides y su padre mantuvo el mismo cargo hasta la llegada de la dinastía almohade en 1146. El propio Averroes fue nombrado cadí de Sevilla y sirvió en las cortes de Sevilla, Córdoba y Marruecos durante su carrera.
Además de elaborar una enciclopedia médica, escribió comentarios sobre la obra de Aristóteles; de ahí que fue conocido como «el Comentador». En su obra Refutación de la refutación (Tahafut al-tahafut) defiende la filosofía aristotélica frente a las afirmaciones de Al-Ghazali de que la filosofía estaría en contradicción con la religión y sería, por lo tanto una afrenta a las enseñanzas del islam. Jacob Anatoli tradujo sus obras del árabe al hebreo durante el siglo XIII.
A mediados del siglo XII, una ola de fanatismo integrista islámico invadió Al-Ándalus después de la conquista de los almohades, y Averroes fue desterrado y aislado en Lucena y Cabra, cerca de Córdoba, y se prohibieron sus obras. Meses antes de su muerte, sin embargo, fue reivindicado y llamado a la corte en Marruecos. Muchas de sus obras de lógica y metafísica se han perdido definitivamente como consecuencia de la censura. Gran parte de su obra solo ha podido sobrevivir a través de traducciones en hebreo y latín, y no en su árabe original. Su principal discípulo fue Ibn Tumlus, quien le había sucedido como médico de cámara del quinto califa almohade Al-Nasir.
En Occidente, fue conocido por sus extensos comentarios sobre Aristóteles. Sus pensamientos generaron controversias en la cristiandad latina y desencadenaron un movimiento filosófico llamado averroísmo basado en sus escritos. La teoría de Averroes sobre la unidad del intelecto se convirtió en una de las doctrinas averroístas más conocidas y controvertidas. Sus obras fueron condenadas por la Iglesia Católica en 1270 y 1277. Aunque debilitado por las refutaciones de santo Tomás de Aquino, el averroísmo latino continuó atrayendo seguidores hasta el siglo XVI.

## Biografía

### Infancia y educación
Muhamad ibn Ahmad ibn Muhammad ibn Rushd creció en una familia conocida por su servicio público, sobre todo en leyes y religión. Su abuelo Abu al-Walid Muhammad fue cadí principal de Córdoba e imán de la mezquita aljama bajo el gobierno de los almorávides. Su padre, Abu al-Qasim Ahmad, no fue tan conocido como su abuelo, pero también fue cadí hasta el control almohade de la ciudad en 1146.
Según sus biógrafos tradicionales, la educación de Averroes fue "excelente", comenzando sus estudios en hadiz (tradiciones del profeta Mahoma), jurisprudencia, medicina y teología. Aprendió jurisprudencia maliquí de mano de al-Hafiz Abu Muhammad ibn Rizq y hadiz con Ibn Bashkuwal, un pupilo de su abuelo. Su padre también le proporcionó conocimientos de jurisprudencia. El campo de la medicina le fue instruido gracias a Abu Jafar Jarim al-Tajail, quien seguramente le enseñara además filosofía. Del mismo modo, conocía las escrituras del filósofo Ibn Bajjah, más conocido como Avempace, y quizás incluso lo conociera y tutorizara personalmente. Acudía a reuniones regulares de filósofos, médicos y poetas en Sevilla, concurridos por filósofos como Ibn Tufayl, Ibn Zuhr o el futuro califa Abu Yusuf Yaqub. Asimismo, estudió la teología kalam de la escuela Ashariyyah, que más adelante él mismo criticará. Su biógrafo del siglo XIII, Ibn al-Abbar, escribió que estaba más interesado en el estudio de las leyes y sus principios que en el hadiz, especialmente el khilaf, disputas y controversias de la jurisprudencia islámica. Ibn al-Abbar también menciona su dedicación a las "ciencias de los antiguos", en referencia a la filosofía y ciencia de la antigua Grecia.

### Carrera
En 1153 Averroes esta en Marrakech, la capital del califato almohade, para realizar observaciones astronómicas y para apoyar el proyecto almohade de construir nuevas instituciones educativas. Esperaba encontrar algún tipo de leyes físicas sobre los movimientos astronómicos en lugar de las leyes matemáticas que eran las únicas conocidas en la época, aunque su investigación no dio sus frutos. Durante su estancia en Marrakech, conoció a Ibn Tufayl, un renombrado filósofo, autor de Hayy ibn Yaqdhan, quien también era médico en la corte califal. Averroes e Ibn Tufayl comenzaron una amistad a pesar de sus diferencias filosóficas.
En 1169, Ibn Tufayl presentó a Averroes ante el califa almohade Abu Yaqub Yusuf. Según las crónicas del historiador Abdelwahid al-Marrakushi, el califa le preguntó a Averroes si el cielo había existido desde siempre o había sido creado. Preocupado por la respuesta que pudiera dar, ya que podría dar pie a una controversia y ponerlo en peligro, decidió no contestar. El califa entonces desarrolló las ideas de Platón, Aristóteles y filósofos musulmanes relacionadas con el tema y las discutió con Ibn Tufayl. Esta muestra de conocimiento tranquilizó a Averroes, explicando sus ideas sobre el asunto, lo que impresionó al califa. Averroes también quedó impresionado por el mismo, relatando que el califa tenía unas "grandes ganas de aprender, cosa que no imaginaba".
Tras este primer encuentro, Averroes quedó bajo protección del califa hasta su muerte en 1184. Cuando el califa se quejaba a Ibn Tufayl de la complejidad para comprender las obras de Aristóteles, Ibn Tufayl le recomendó que instara a Averroes a escribir sobre ello; este fue el principio de los voluminosos comentarios del filósofo sobre Aristóteles, cuyos primeros comentarios fueron escritos en 1169, lo que le llevó a ser conocido como el Comentador.
Ese mismo año, Averroes fue nombrado cadí de Sevilla y en 1171 lo fue de su ciudad natal, Córdoba. Como cadí resolvería casos y realizaría fetuas (opiniones legales) basadas en la ley islámica, la sharia. La producción de sus escritos creció de manera exponencial durante esta época, a pesar de sus muchas obligaciones y sus viajes dentro del Imperio almohade, recorridos que aprovechó para investigar de nuevo sobre astronomía. En 1179 fue nombrado de nuevo cadí de Sevilla. En 1182 sucedió a su amigo Ibn Tufayl como médico de la corte y ese mismo año sería nombrado cadí jefe de Córdoba, un puesto prestigioso que ocupó previamente su abuelo.
En 1182 el califa Abu Yaqub murió y fue sucedido por Abu Yusuf Yaqub al-Mansur. Al principio, Averroes estuvo bajo el favor real, aunque finalmente en 1195 su fortuna cambió. Se le adjudicaron varios delitos y fue acusado por un tribunal en Córdoba. Dicho tribunal condenaba sus obras y ordenó la quema de las mismas y exilió a Averroes de la ciudad hasta la cercana Lucena y Cabra. Algunos biógrafos achacan este cambio a un posible insulto al califa en sus escritos, aunque investigaciones más recientes lo relacionan con motivos políticos. La Enciclopedia del Islam explica que el califa se distanció de Averroes y se acercó a posturas más ortodoxas de los ulemas, que se oponían a Averroes y cuyo apoyo era necesario para el califa con el objeto de combatir a los reinos cristianos.
Después de unos años, Averroes regresó a la corte de Marrakech y volvió a gozar del favor califal. Murió poco después, el 11 de diciembre de 1198.

## Filosofía del conocimiento
La noética de Averroes, formulada en su obra conocida como Gran comentario, parte de la distinción aristotélica entre dos intelectos, el nous pathetikós (intelecto receptivo) y el nous poietikós (intelecto agente), que permitió desligar la reflexión filosófica de las especulaciones míticas y políticas.
Averroes se esforzó en aclarar cómo piensa el ser humano y cómo es posible la formulación de verdades universales y eternas por parte de seres perecederos.
El filósofo cordobés se distancia de Aristóteles al subrayar la función sensorial de los nervios y al reconocer en el cerebro la localización de algunas facultades intelectivas (imaginación, memoria...).
Averroes sitúa el origen de la intelección en la percepción sensible de los objetos individuales y concreta su fin en la universalización, que no existe fuera del alma (el principio de los animales): el proceso consiste en sentir, imaginar y, finalmente, captar el universal.
Ese universal tiene, por lo demás, existencia en cuanto que lo es por aquello que es particular. En cualquier caso, es el intelecto o entendimiento el que proporciona la universalidad a lo que parte de las cosas sensibles.
Así las cosas, en su obra Tahâfut expone la necesidad de que la ciencia se adecue a la realidad concreta y particular, pues no puede existir conocimiento directo de los universales.
La concepción del intelecto en Averroes es cambiante, pero en su formulación más amplia distingue cuatro tipos de intelecto, es decir, las cuatro fases que atraviesa el entendimiento en la génesis del conocimiento: material (receptivo), habitual (que permite concebirlo todo), agente (causa eficiente y formal de nuestro conocimiento, intrínseco al hombre y que existe en el alma) y adquirido (unión del hombre con el intelecto).
Averroes distingue, además, entre dos sujetos del conocimiento (más propiamente: los sujetos de los inteligibles en acto): el sujeto mediante el cual esos inteligibles son verdaderos (las formas que son imágenes verdaderas) y el sujeto mediante el que los inteligibles son un ente en el mundo (intelecto material). Consecuentemente, el sujeto de la sensación (por el cual es verdadera) existe fuera del alma y el sujeto del intelecto (por el cual este es verdadero), dentro.

## Trascendencia

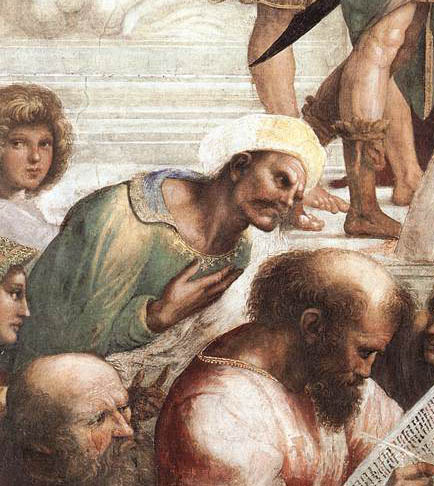
Averroes en el fresco La escuela de Atenas de Rafael.

A pesar de la condena de 219 tesis averroístas por parte del obispo parisino Étienne Tempier en 1277 a causa de su incompatibilidad con la doctrina católica, muchas de estas sobrevivieron en la literatura posterior de mano de autores como Giordano Bruno o Giovanni Pico della Mirandola. Así, encontramos en estos autores una defensa de la superioridad de la vida contemplativa-teórica frente a la vida práctica (en línea con lo defendido por Aristóteles en su Ética Nicomáquea, X o en y una reivindicación del carácter instrumental-político de la religión como una doctrina destinada al gobierno de las masas incapaces de darse una ley a sí mismas por medio de la razón. La ley religiosa, había dicho Averroes en su Tahafut al-tahafut (تهافت التهافت), proporciona la misma verdad que el filósofo alcanza indagando en la causa y la naturaleza de las cosas; sin embargo, ello no implica que la filosofía actúe en modo alguno en los hombres cultos como sustituto de la religión: «los filósofos creen que las religiones son construcciones necesarias para la civilización (...)». La existencia de la religión es también necesaria para la integración del filósofo en la sociedad civil.
Otras tesis que encontramos en Averroes son:
- Que el mundo es eterno.
- Que el alma está dividida en dos partes, una individual perecedera (intelecto pasivo) y otra divina y eterna (intelecto activo).
- El intelecto activo es común a todos los hombres.
- El intelecto activo se convierte en intelecto pasivo cuando se halla unido al alma humana. Cuando la facultad imaginativa del hombre recibe las imágenes que le proporciona la actividad de los sentidos, las transmite al intelecto pasivo. Las formas, que existen en potencia en tales imágenes, son actualizadas por el intelecto activo, convirtiéndose en conceptos y juicios. Por ello fue combatido por teólogos cristianos.[8]

A fin de salvar la incompatibilidad de las tesis averroístas con la doctrina cristiana, Siger de Brabant propuso la doctrina de la doble verdad, según la cual hay una verdad religiosa y una verdad filosófica y científica. Esta doctrina sería adoptada por la mayoría de defensores europeos del averroísmo.

## Obras principales

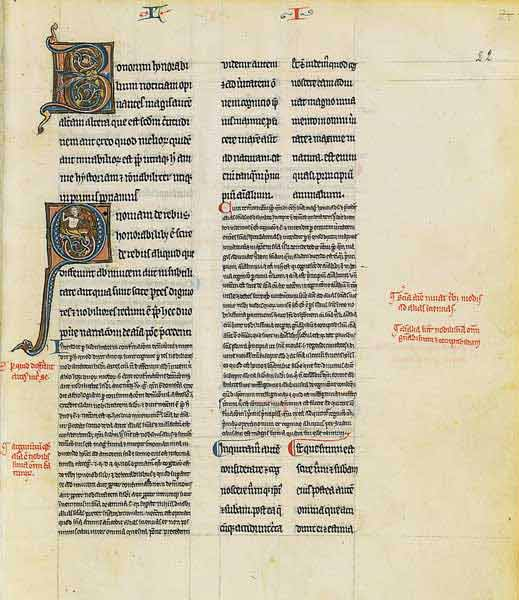
Comentario de Anima de Aristóteles.

- Tahafut al-tahafut (تهافت التهافت, Refutación de la refutación o La destrucción de la destrucción, Destructio destructionis en latín)
- Kitab fasl al-maqal (Sobre la armonía entre Religión y Filosofía)
- Bidayat al-Mujtahid (Distinguido jurista)
- Los comentarios al «Corpus aristotelicum», que comprenden:
  - Los comentarios menores (Yawami) a la Isagoge de Porfirio, al Organon, Retórica, Poética, Física, De Coelo et Mundo, De generatione et corruptione, Meteorológicos, De Anima, Metafísica, De partibus animalium, De generatione animalium y Parva Naturalia, de Aristóteles.
  - Comentarios medios (Taljisat) a la Isagoge de Porfirio. el Organon, Retórica, Poética, Física, De Coelo et Mundo, De generatione et corruptione, Meteorológicos, De Anima, Metafísica y Ética nicomaquea, de Aristóteles.
  - Comentarios mayores y menores (Tafasir) a los Segundos Analíticos, Física, De Coelo et Mundo, de Anima y Metafísica de Aristóteles.

- Exposición de la República de Platón
- Los Comentarios a Ptolomeo, Alejandro de Afrodisias, Nicolás de Damasco, Galeno, al-Farabi, Avicena y Avempace
- El tratado De Substantia Orbis
- Tres importantes escritos teológicos: Fasl al-Maqal, Kasf´al-Manahiy y Damima

### Medicina
Averroes, que sirvió como médico de la corte almohade, escribió varios tratados de medicina. El más célebre es Kitab al-kulliyyat al-Tibb (Libro de las generalidades de la medicina), latinizado en Occidente como el Colliget, escrito sobre 1162, antes de su nombramiento en la corte. El título de este libro es contrario al al-Juz'iyyat fi al-Tibb (Las particularidades de la medicina), escrito por su amigo Ibn Zuhr, ya que ambos colaboraron a propósito para que sus obras se complementaran. La traducción latina del Colliget se convirtió en un libro de referencia sobre medicina en Europa durante siglos. Otros títulos que han sobrevivido son Sobre sentimentalismo, Las diferencias de temperamento y Hierbas medicinales. Además, escribió resúmenes de las obras del médico griego Galeno (f. 210) y un comentario sobre el Poema de la medicina de Avicena.

## Resumen delKitab fasl al-maqal
Tratado decisivo que determina la naturaleza de la relación entre religión y filosofía
- La ley obliga a hacer estudios de filosofía
  - Si los estudios teológicos del mundo son filosóficos, y la ley obliga a realizar dichos estudios, entonces la ley obliga a hacer filosofía.
  - La ley obliga a realizar estos estudios.
  - Estos estudios deben realizarse de la mejor manera, a través del razonamiento demostrativo.
  - Para dominar este instrumento, el pensador religioso debe llevar a cabo un estudio preliminar de lógica, de la misma manera que un abogado tiene que estudiar el razonamiento legal. Esto no es más herético en un caso que en el otro. Y la lógica tiene que ser aprendida de los maestros de la antigüedad, independientemente del hecho de que no sean musulmanes.
  - Después de la lógica debemos proceder a filosofar correctamente. También aquí debemos aprender de nuestros predecesores, igual que en matemáticas y en leyes. Por lo tanto está mal prohibir el estudio de la filosofía antigua. El peligro que pueda presentar es accidental, tal como el peligro de tomar medicina, tomar agua o estudiar leyes.
  - Para cada hombre la ley ha previsto un camino hacia la verdad según su naturaleza, a través de métodos demostrativos, dialécticos o retóricos.

- La filosofía no contiene nada que se oponga al islam
  - La verdad demostrativa y la verdad de las escrituras no pueden estar en conflicto.
  - Si el aparente significado de las Escrituras está en conflicto con las conclusiones de la demostración, entonces deben ser interpretadas alegóricamente, es decir, metafóricamente.
  - Con respecto a estas cuestiones tan difíciles, el error cometido por un juez calificado en la materia es perdonado por Dios, mientras que el error por parte de una persona no entendida en la materia no es perdonado.

- Las interpretaciones filosóficas de las Escrituras no deberían ser enseñadas a las mayorías. La ley provee otros métodos para enseñarles.
  - El propósito de las Escrituras es enseñar las ciencias teóricas y prácticas y la práctica y las actitudes correctas.
  - Cuando se usan símbolos, cada tipo de personas, demostrativas, dialécticas o retóricas deben tratar de entender el sentido interior simbolizado o el restarle al contenido con el aparente sentido, según sus capacidades.
  - Explicarle el sentido interno a personas que no están capacitadas para entender, es destruir su fe en el sentido aparente sin reemplazarlo por otra cosa. El resultado es descreencia en alumnos y profesores. Es mejor para el estudioso profesar la ignorancia, citando el Corán sobre los límites del entendimiento humano.
  - Los métodos apropiados para enseñar a la gente están indicados en el Corán, como sabían los primeros musulmanes. Las partes populares del Libro son maravillosas al responder a las necesidades de todo tipo de mentes.

## Averroes en la literatura
Averroes es el protagonista de la historia La busca de Averroes en El Aleph, de Jorge Luis Borges.
Averroes, como Ibn Rushd, es uno de los personajes de la novela Dos años, ocho meses y veintiocho noches de Salman Rushdie. También es mencionado en el cuarto canto de La divina comedia de Dante. Finalmente , Averroes forma parte de una novela de la autora Ikram Antaki en su libro El espíritu de Córdoba, la cual en conjunto con otro filósofo cordobés, discuten temas sobre matemáticas, religión y humanismo.

## Eponimia
- El cráter lunar Ibn-Rushd lleva este nombre en su memoria.

### Sobre Averroes
- Alonso, Manuel (1998). La teología de Averroes. Madrid-Granada, CSIC; reimpresión: Sevilla, Fundación El Monte.
- Averroes. Introducción y selección de textos por R. Ramón Guerrero (1998). Sobre filosofía y religión. Cuadernos de Anuario Filosófico, Serie Filosofía Española, Servicio de Publicaciones de la Universidad de Navarra, Pamplona.
- Borges, J.L. La busca de Averroes.
- Castillejo Gorráiz, Miguel (2000). Averroes el aquinatense islámico. Córdoba: Publicaciones Obra Social y Cultural Cajasur.
- Coccia, Emanuele (2007). Filosofía de la imaginación. Averroes y el averroísmo. Buenos Aires, Adriana Hidalgo editora.
- Cruz Hernández, Miguel (1997). Abû-l-Walîd Muhammad ibn Rushd (Averroes). Vida, obra, pensamiento, influencia. Córdoba, CajaSur Publicaciones, 2ª ed.
- — (1957). Filosofía Hispano-Musulmana, 2. Madrid, 1-245.
- Gómez Nogales, Salvador. Bibliografía sobre las obras de Averroes, en Múltiple Averroès. París, Les Belles Lettres, 1978, pp. 351-387.
- Maiza Ozcoidi, Idoia (2001). La concepción de la filosofía en Averroes. Análisis crítico del Tahafut al-Tahafut. Madrid: Editorial Trotta. ISBN 84-8164-426-9.
- Martínez Lorca, Andrés (editor) (1993). Al encuentro de Averroes. Madrid: Editorial Trotta. ISBN 978-84-87699-63-4.
- Puig, Josep (1997). Averroes (1126-1198). Ediciones del Orto, Madrid.
- Quirós, C. (1919). Averroes, Compendio de Metafísica.
- Ramón Guerrero, R. (1996). Averroes: el «Proemio» de su comentario al libro Lambda de la «Metafísica». Anales del Seminario de Historia de la Filosofía, pp. 275-295. Universidad Complutense de Madrid.
- Urvoy, Dominique; traducción del francés, Delfina Serrano Ruano (1998). Averroes: las ambiciones de un intelectual musulmán. Madrid: Alianza.